# روبن ألان
روبن ألان (بالإنجليزية: Robin Sutcliffe Allan)‏ هو جيولوجي نيوزيلندي، ولد في 7 سبتمبر 1900، وتوفي في 5 يوليو 1966.